# Melitoma segmentaria
Melitoma segmentaria är en biart som först beskrevs av Fabricius 1804.  Melitoma segmentaria ingår i släktet Melitoma och familjen långtungebin. Inga underarter finns listade i Catalogue of Life.